# Medusandra richardsiana
Medusandra richardsiana är en tvåhjärtbladig växtart som beskrevs av John Patrick Micklethwait Brenan. Medusandra richardsiana ingår i släktet Medusandra och familjen Peridiscaceae. Inga underarter finns listade i Catalogue of Life.